# Янов, Василий Фёдорович
Василий Фёдорович Янов (ок. 1580 — 5 апреля 1657) — стряпчий, воевода, патриарший боярин и думный дворянин.

## Биография
В 1610 году Василий Янов упоминается в чине стряпчего, послан царем Василием Шуйским с золотыми к воеводам Троице-Сергиева монастыря, окольничему князю Григорию Роще-Долгорукову и Давыду Жеребцову.
В июле и сентябре 1626 года присутствовал на обедах у царя в числе дворян. В октябре 1626 года сопровождал царя Михаила Фёдоровича в село Рубцово для освящения церкви Покрова Пресвятой Богородицы.
В июне 1628 года Янов сопровождал царя в Троице-Серигеву лавру, на обратном пути в селе Тонинском присутствовал «у стола». В 1633 году служил воеводой в Троице-Сергиевом монастыре.
В 1635—1636 годах дворянин Василий Янов был приставом у персидских послов и служил в Суздале. В 1639—1640 годах — воевода в Тамбове.
В 1642 году Василий Янов стал патриаршим боярином. В марте 1642 — сентябре 1652 годов руководил Дворцовым и Разрядным приказами Патриаршего двора.
В 1644—1648 годах на средства Янова был отстроен в камне Покровский храм, ставший первым каменным строением Хотькова монастыря.
В апреле 1653 го]а думный дворянин Янов при пожаловаии из окольничих в бояре Никиты Зюзина «у сказки стоял». В мае 1654 года в начале русско-польской войны Василий Янов находился в царской свите при отъезде царя Алексея Михайловича к району боевых действий.
В 1646 году ему принадлежали вотчины в Костромском, Московском, Суздальском и Муромском уездах.
Принял монашество под именем Варлаама и был похоронен в Троице-Сергиевой лавре.

## Семья и дети
С 1606/1608 года был женат на Марфе Семёновне Строгановой (ок. 1584—1665), дочери богатого купца и промышленника Семёна Аникеевича Строганова. Дети:
- Иван Васильевич Янов (? — 1681), стольник
- Евдокия Васильевна Янова (? — 1641)
- Феодора Васильевна (? — 1652/1653), жена окольничего князя Василия Петровича Львова (ум. 1659).